# Schistostega pennata
Schistostega pennata là một loài rêu trong họ Schistostegaceae. Loài này được (Hedw.) F. Weber & D. Mohr mô tả khoa học đầu tiên năm 1803.

## Hình ảnh

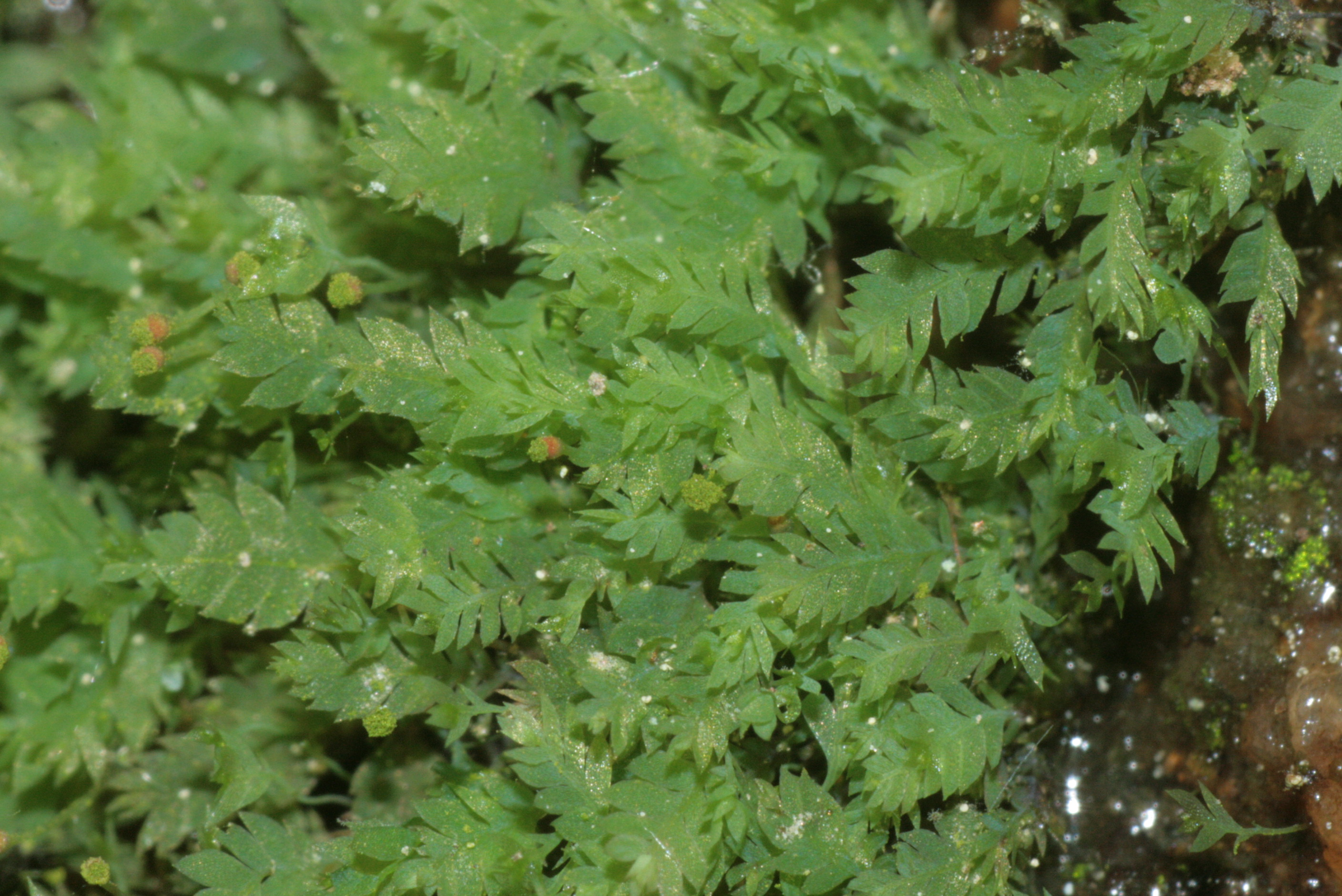
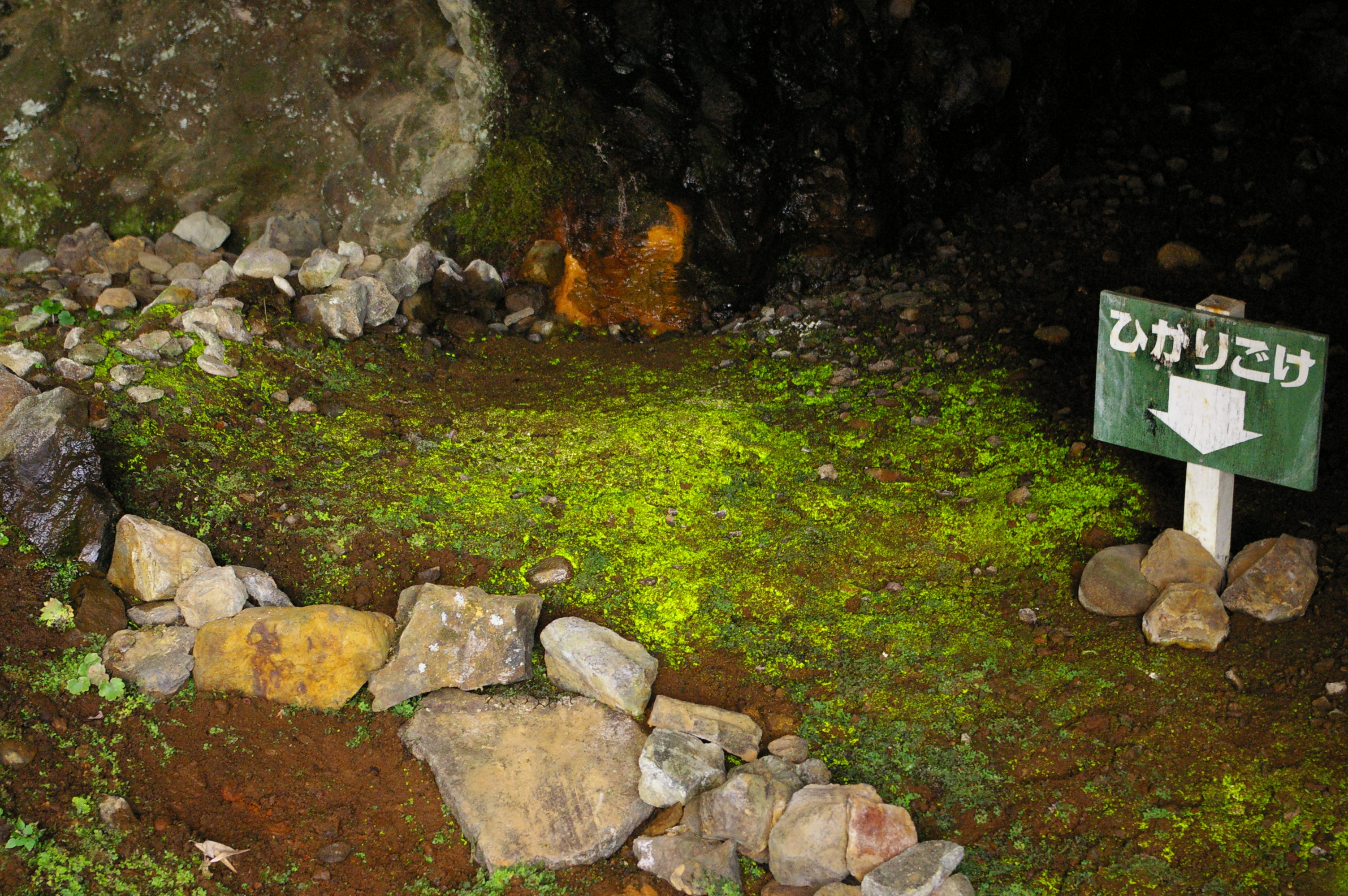
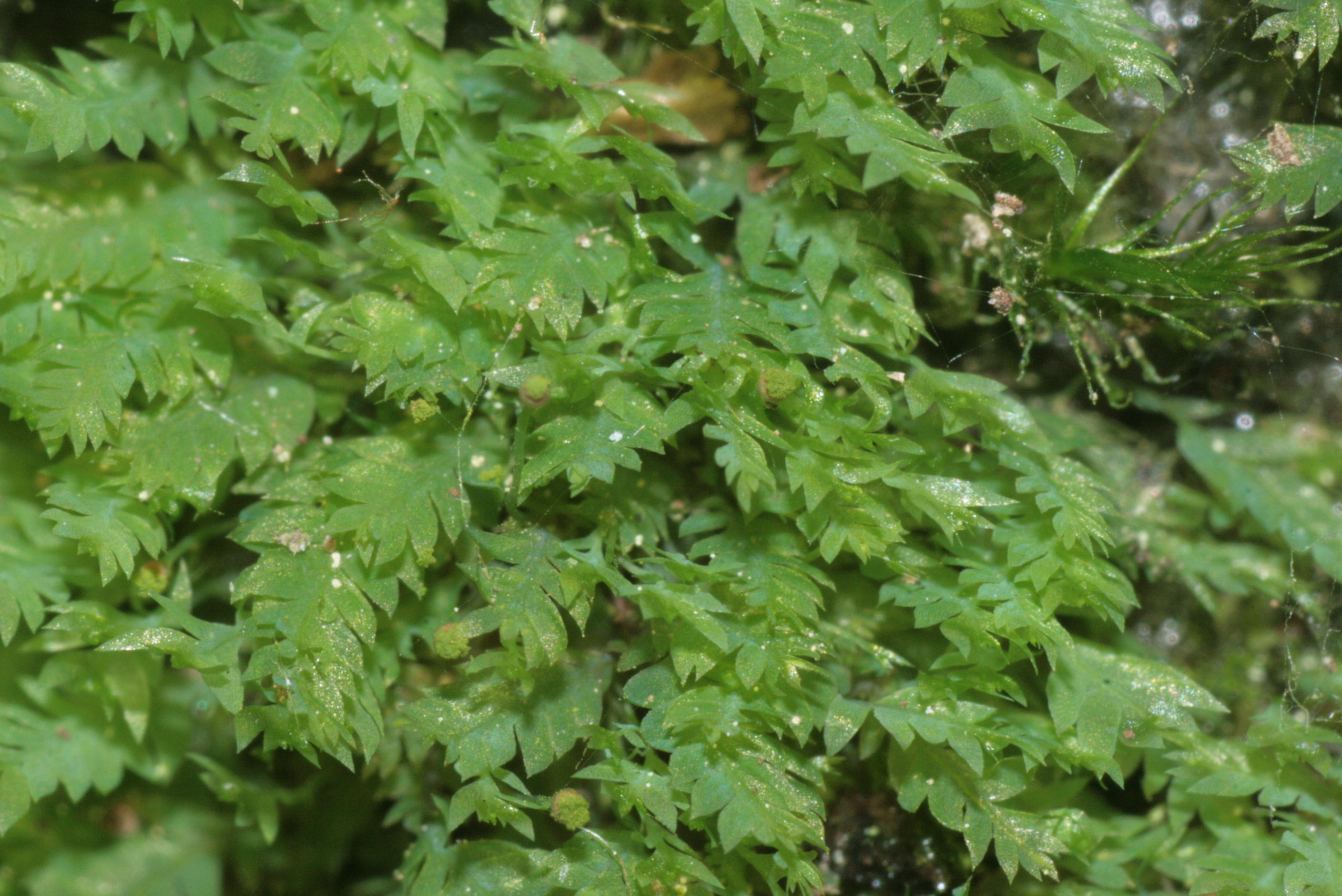
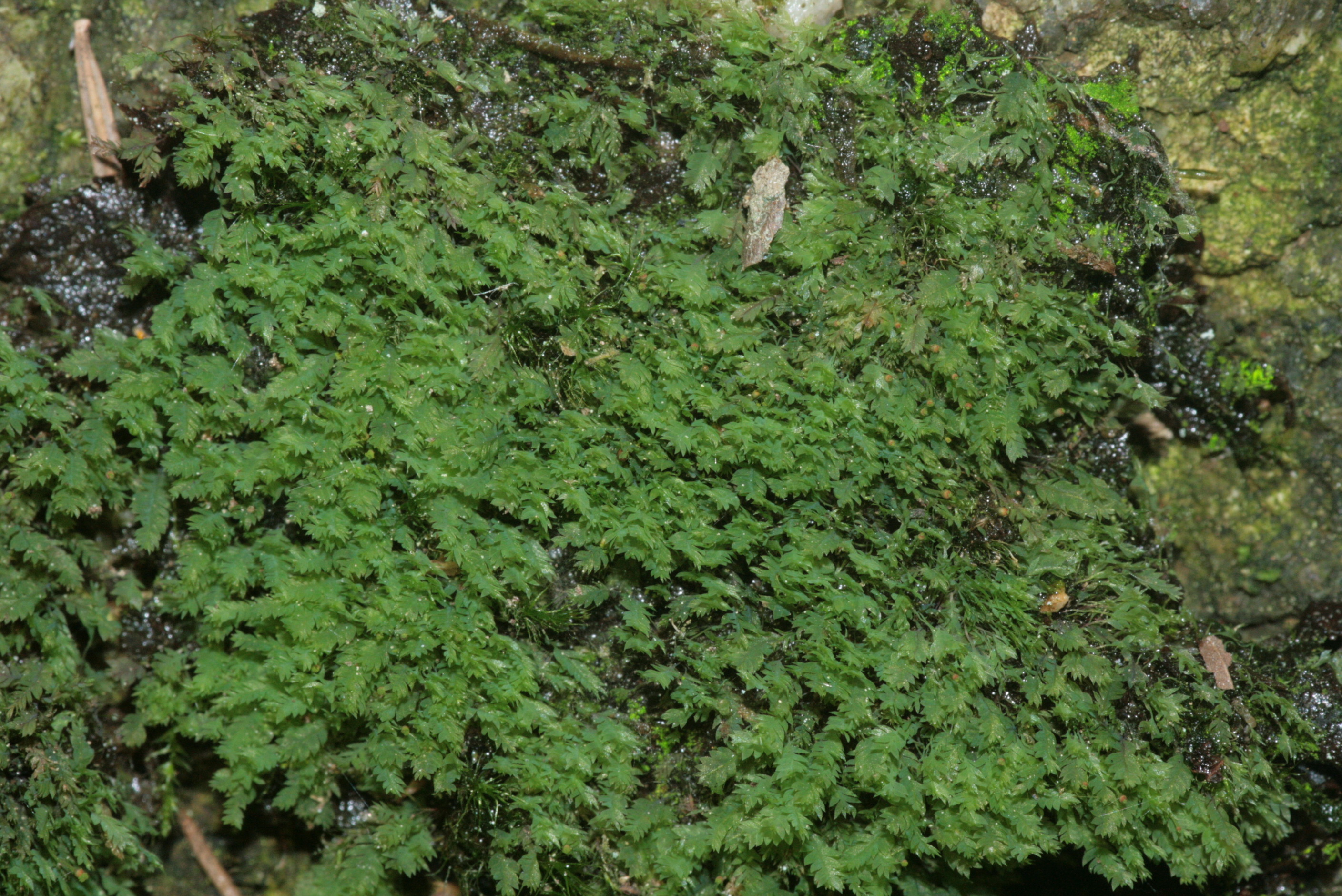